# Xinjiang, Wengyuan
Xinjiang är en köping i sydöstra Kina. Den ligger i Wengyuan härad i staden Shaoguan i provinsen Guangdong, omkring 160 kilometer norr om provinshuvudstaden Guangzhou. Antalet invånare är 34 653. Befolkningen består av 17 007 kvinnor och 17 646 män. Barn under 15 år utgör 20,0 %, vuxna 15-64 år 70 %, och äldre över 65 år 9,0 %.